# 원주 태장동 왕녀복란태실비
원주 태장동 왕녀복란태실비(原州台庄洞王女福蘭胎室碑)는 대한민국 강원특별자치도 원주시 태장2동에 있는, 조선 성종 17년(1486)에 태어난 왕녀 복란(福蘭)의 태실비이다. 1982년 11월 3일 강원특별자치도의 유형문화재 제66호로 지정되었다.

## 개요
태실비는 태실(胎室:왕이나 왕실자손의 태를 모셔두는 돌로 만든 방) 옆에 세우는 비로, 모셔진 태의 주인공을 알려준다. 이 비는 조선 성종 17년(1486)에 태어난 왕녀 복란의 태실비이다.
비는 사각형의 비받침과 비몸, 머릿돌이 한돌로 되어 있다. 머릿돌은 연꽃잎을 씌운 것처럼 조각하였고 꼭대기에는 보주(寶珠:꽃봉오리 모양의 장식)를 조각하여 머리장식을 하였다.
1992년 한림대학교 박물관에서 발굴조사 시 비석 뒤 3m 지점에서 태를 담은 돌함을 따로 발견하였다. 이 마을은 태가 묻혀있다 하여 '태장정'으로 불리다가 1955년 '태장동'으로 바뀌었다.

## 같이 보기
- 복란

## 참고 문헌
- 원주태장동왕녀복란태실비 - 국가유산청 국가유산포털